# Lago di Chiauci
Il lago di Chiauci è un lago artificiale del Molise.

## Descrizione
Lo specchio d'acqua è comunemente ma impropriamente chiamato per via dell'ubicazione della diga. Si tratta di un lago artificiale creato sul fiume Trigno da una diga in terra battuta. La realizzazione dell'impianto ha conosciuto numerose traversie.  Ha una capienza di 15 milioni di metri cubi.